# Kyōko Iwasaki
Pour les articles homonymes, voir Iwasaki.
Kyōko Iwasaki (岩崎 恭子, Iwasaki Kyōko), née le 21 juillet 1978 à Numazu, est une nageuse japonaise. Elle obtient le titre olympique du 200 m brasse lors des jeux de Barcelone en 1992 devenant la plus jeune championne olympique de l'histoire de la natation.

## Biographie
Lors des jeux de Barcelone en 1992, elle devient, à quatorze ans et six jours, la plus jeune championne olympique de l'histoire de la natation, battant ainsi le record de la Hongroise Krisztina Egerszegi établi lors de l'édition précédente. Lors de ces mêmes jeux de Barcelone, avec le relais quatre fois quatre nages, elle termine au septième rang de la finale.
Elle participe une deuxième fois aux jeux olympiques lors des jeux d'Atlanta mais ne parvient pas à se qualifier pour la finale, que ce soit sur le 100 mètres ou 200 mètres brasse.
Elle remporte également une médaille de bronze lors de l'Universiade d'été de 1995 disputée à Fukuoka, au Japon.

## Palmarès
| Épreuve / Édition    | Barcelone 1992   | Atlanta 1996 |
| -------------------- | ---------------- | ------------ |
| 100 m nage brasse    | 13e              | 22e          |
| 200 m nage brasse    | Or 2 min 26 s 65 | 10e          |
| 4x100 m quatre nages | 7e               |              |

- Autres
  -  du 200 m nage brasse de Universiade d'été de 1995.